# Hyaeninae
Sous-famille
La sous-famille des Hyaeninae a été créée par John Edward Gray (1800-1875) en 1821 et comprend  trois genres :
- Crocuta Kaup, 1828.
- Hyaena Brünnich, 1771.
- Parahyaena Hendey, 1974.